# HD 202554
HD 202554，又名BD-02 5495，SAO 145259、HR 8132，是一颗恒星，视星等为6.48，位于銀經49.84，銀緯-32.65，其B1900.0坐标为赤經21h 11m 29.1s，赤緯-2° -32.65′ 29″。